# بسی بریسکیل
بـِسی بَریسکـِیل (انگلیسی: Bessie Barriscale؛ ۳۰ سپتامبر ۱۸۸۴ – ۳۰ ژوئن ۱۹۶۵) یک هنرپیشه اهل ایالات متحده آمریکا بود.